# Mark Oxley
Mark Thomas Oxley (Sheffield, Inglaterra, 28 de septiembre de 1990), futbolista inglés. Juega de portero y su actual equipo es el Harrogate Town de la Football League Two de Inglaterra.

## Selección nacional
Ha sido internacional con la selección de fútbol de Inglaterra Sub-20.

### Participaciones en Copas del Mundo
| Mundial                               | Sede   | Resultado    |
| ------------------------------------- | ------ | ------------ |
| Copa Mundial de Fútbol Sub-20 de 2009 | Egipto | Primera fase |

## Clubes
| Club                     | País       | Año           |
| ------------------------ | ---------- | ------------- |
| Rotherham United         | Inglaterra | 2007-2008     |
| Hull City                | Inglaterra | 2008-2015     |
| Walsall FC (cedido)      | Inglaterra | 2009          |
| Grimsby Town (cedido)    | Inglaterra | 2010          |
| Burton Albion (cedido)   | Inglaterra | 2012          |
| Oldham Athletic (cedido) | Inglaterra | 2013-2014     |
| Hibernian (cedido)       | Escocia    | 2014-2015     |
| Hibernian                | Escocia    | 2015-2016     |
| Southend United          | Inglaterra | 2016-2021     |
| Harrogate Town           | Inglaterra | 2021-presente |